# کنچی
 کُنچی  روستایی از روستاهای آباد منطقهٔ گوده و از توابع بخش مرکزی شهرستان بستک در غرب استان هرمزگان در جنوب ایران واقع شده‌است.

## محدوده کُنچی
از شمال گشان، از جنوب ازدی، از مغرب لرد بستو، و از مشرق به تنگ دالان محدود می‌گردد.

## جغرافی
روستای کنچی آخرین روستا از روستاهای منطقه 
گوده است که در اقصی شرق واقع است.
چشمه ای که حدود ۱۰۰ من ۴۰۰ کیلو بذر افکن در جریان است.
و در حدود ۲۰۰۰ اصله نخل نیز آبیاری می‌کند.
روستا روی تپهای واقع شده و آب روان چشمه از گرداگرد تپه می‌گذرد و به کشتزارها و باغ‌ها می‌رود.
از چشم‌اندازی بسیار زیبا و شاعرانه برخوردار است.
حدودآ از شمال به رودخانه شور و جاده تنگ دالان بندرعباس، از جنوب به کوه ببیان، از مغرب به روستای لرد بستو، و از سمت مشرق به دستجرد منتهی می‌شود.

## جمعیت
جمعیت این روستا بر اساس سرشماری سال ۱۳۸۵ جمعیت آن ۴۳۳ نفر (۱۰۶ خانوار)
بوده‌است. که از اهل سنت و از شاخه شافعی هستند یعنی از پیروان امام محمد ادریس شافعی می‌باشند و به زبان فارسی و به گویش محلی تکلم می‌کنند.
دارای مسجد، دبستان، خانه بهداشت، برق، لوله‌کشی آب، آب‌انبار برکه است.

## نام روستا
نام کنچی در اصل کُنجی بوده‌است. در زمان بسیار دور مرد مؤمنی از نوادگان (سید محمد عمر سیف الله القتال) که   نسب ایشان به حسین ابن علی بن ابی طالب کرم‌الله وجه و رضی‌الله عنه و ارضاء می‌رسد، ویکی از سادات و وجهاء معروف روستای دهستان دهتل بودند، از این روستا مهاجرت می‌کنند و در کنار چشمه کنچی بنای خانه‌ای می‌گذارد، واهل وخویشان خود را به آنجا منتقل می‌کند، سید در روز و شب به عبادت می‌گذرانید، و چون محل اقامت سید در «کنج کوه» یعنی گوشه‌ای از کوه قرار داشت وی (سید کنجی) لقب دادند.
وچون عده‌ای از مریدان و فرزندان سید در آن مکان بنای خانه نهادند و روستای کوچکی ایجاد شد، آن روستا (کنجی) نامیده شد، پس از درگذشت آقا سید یوسف هم روستا به کنجی معروف بود، که رفته رفته نام روستا از کنجی به کنچی دیگرگون شد.

## مذهب در کُنچی
دین مردم کنچی اسلام است.
سالهاست به ویزه سحرگاهان صدای الله اکبر و لااله‌الاالله با جذبه خاصی در تنگ کنچی طنین انداز است.
وهر آدم کم اعتقادی نسبت به مسائل دینی ومذهبی را که وارد روستای کنچی می‌شود تحت تأثیر قرار می‌دهد.
تا خود را برای ادای مراسم دینی ومذهبی حاضر سازد.
در سه وقت صبح و ناهار و شام سفره اطعام گسترده وعده‌ای زیادی از مسافرین واهل روستا گرد سفره جمع هستند.
آقایان سادات محترم هم با تبسم و روی باز با یک یک مهمانان احوال‌پرسی نموده و پذیرائی می‌نمایند.
به موجب برنامه تنظیمی بعد از ادای فرایض دینی و برنامه مذهبی از مهمانان پذیرائی می‌شود.
آرامگاه آقا سید یوسف که به « آغای کُنچی » مشهور است در ضلع جنوبی مسجد روستا واقع است.

## نگارخانه

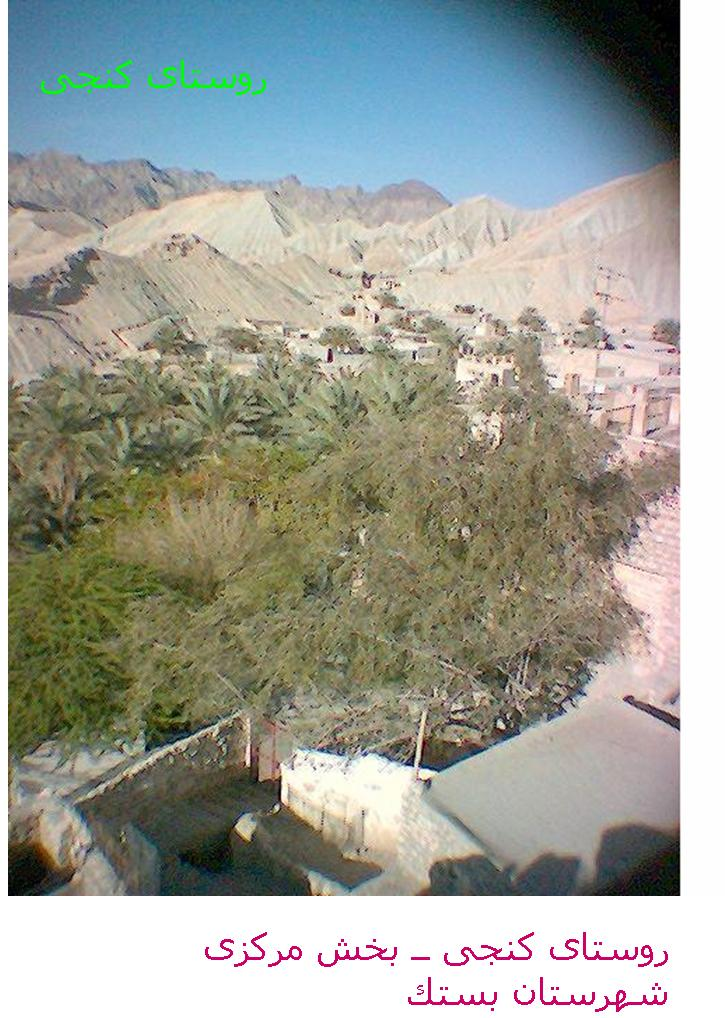
نخلستان کُنچی

## در مرثیه آقا سید یوسف کُنچی
| صد فغان و حسرت از چرخ کبود    |  | تازه هردم دشنه‌ای بر دل خلود  |
| چند روزی گرچه باغی با صفا     |  | می‌شود آخر خزان آرد جفا       |
| رسم دنیای دنی هست اینچنین     |  | گه کند شادت گهت سازد غمین    |
| لیک حکم از کردگار داور است    |  | هرکه شد مأمور او فرمانبرست   |
| کس زکارش کی تواند دم زند      |  | گر جهانی بی‌گمان برهم زند     |
| آن خداوندی که او هست کردگار   |  | مالک المُلک است و صاحب‌اختیار  |
| حکم، حکم اوست و او فرمانرواست |  | بندگان محکوم، چون حاکم خداست |
| از قضای کردگار لایزال         |  | آفتابی شد غروب از این محال   |
| حضرت آقای مولانای ما          |  | سید یوسف آن بزرگ مقتدا       |
| بود بسیار او جلیل‌القدر هم     |  | بود در کُنچی مقیم آن محترم    |
| چونکه آن حضرت ندای حق شنود    |  | داعی حق را اجابت کرد زود     |
| آخرالامر آن ولی حق پرست       |  | مرغ روحش کرد پرواز از قفس    |
| شمع روی انورش مشعل کشید       |  | در جوار رحمت یزدان رسید      |
| بارالهی جایگاهش از عطا        |  | جنت‌الفردوس فرما بالقا        |
| در جوار جّد او شاه انام        |  | دِه وِرا اَعلای اَعلا را مقام    |

## فهرست منابع و مآخذ
- محمدیان، کوخردی، محمد.  «شهرستان بستک و بخش کوخرد»  ج۱. چاپ اول، دبی: سال انتشار ۲۰۰۵ میلادی.
- عباسی، قلی، مصطفی،  «بستک وجهانگیریه»، چاپ اول، تهران : ناشر: شرکت انتشارات جهان معاصر، سال ۱۳۷۲ خورشیدی.
- سلامی، بستکی، احمد.  (بستک در گذرگاه تاریخ)  ج۲ چاپ اول، ۱۳۷۲ خورشیدی.
- بالود، محمد.  (فرهنگ عامه در منطقه بستک)  ناشر همسایه، چاپ زیتون، انتشار سال ۱۳۸۴ خورشیدی.
- بنی عباسیان، بستکی، محمد اعظم،  «تاریخ جهانگیریه»  چاپ تهران، سال ۱۳۳۹ خورشیدی.
- الکوخردی، محمد، بن یوسف، (کُوخِرد حَاضِرَة اِسلامِیةَ عَلی ضِفافِ نَهر مِهران Kookherd, an Islamic District on the bank of Mehran River) الطبعة الثالثة، دبی: سنة ۱۹۹۷ للمیلاد.
- بختیاری، سعید،  «اتواطلس ایران» ، “ مؤسسه جغرافیایی وکارتگرافی گیتاشناسی، بهار ۱۳۸۴ خورشیدی.
- نگاره‌ها از: محمد محمدیان.
- محمد، صدیق «تارخ فارس» صفحه‌های (۵۰ ـ ۵۱ ـ ۵۲ ـ ۵۳)، چاپ سال ۱۹۹۳ میلادی.
- محمدیان، کوخری، محمد، “ (به یاد کوخرد) “، ج۱. ج۲. چاپ اول، دبی: سال انتشار ۲۰۰۳ میلادی.
- محمدیان، کوخردی، محمد،  ( مشایخ مدنی ) ، چاپ دوم، دبی: سال انتشار ۲۰۰۲ میلادی.
- اطلس گیتاشناسی استان‌های ایران [Atlas Gitashenasi Ostanhai Iran] (Gitashenasi Province Atlas of Iran)
- نگاره‌ها از: احمد سلمان گوده‌ای.